# 김남호
무현(1983년 1월 25일 ~ )는 대한민국의 뮤지컬 배우이다.

## 학력
- 백제예술대학 뮤지컬과

## 출연작

### 방송
- 《너의 목소리가 보여 시즌 4》 (2017년)

### 뮤지컬
- 《파이브코스러브》
- 《풀 하우스》
- 《넌센스 A-men》
- 《여신님이 보고 계셔》
- 《날아라 박씨》
- 《총각네 야채가게》
- 《락 오브 에이지》
- 《왕세자 실종사건》
- 《커피프린스 1호점》
- 《스팸어랏》
- 《베로나의 두 신사》
- 《뮤직 인 마이 하트》
- 《싱글즈》
- 《스페셜레터》
- 《자나, 돈트!》
- 《젊음의 행진》
- 《알타보이즈》
- 《김종욱 찾기》
- 《맘마미아》
- 《펑키펑키》
- 《더 밟아밟아》
- 《베르테르의 슬픔》
- 《사운드 오브 뮤직》
- 《마이 버킷 리스트》
- 《아가사》
- 《쿠로이 저택엔 누가 살고 있을까?》

### 연극
- 《유럽블로그》
- 《올모스트 메인》
- 《바스커빌: 셜록홈즈 미스터리》

## 음반
- 《HIGHER》 (2017년)